# ریکی لیک
ریکی لیک (انگلیسی: Ricki Lake؛ زادهٔ ۲۱ سپتامبر ۱۹۶۸) هنرپیشه، مجری و تهیه‌کننده اهل ایالات متحده آمریکا است. وی از سال ۱۹۸۷ میلادی تاکنون مشغول فعالیت بوده‌است.
از فیلم‌هایی که وی در آن نقش داشته‌است، می‌توان به گریان، سریال مام، متولد ماه می و پسر ملوان اشاره کرد.